# Pjevajte s nama 2
Pjevajte s nama 2 (eng. Sing 2) je američki računalno-animirani film iz 2021. godine studija Illumination Entertainment i nastavak animiranoga hita, Pjevajte s nama, iz 2016. godine. Redatelji filma su Garth Jennings, distributerska kuća je Universal Pictures. Premijera filma bila je 22. prosinca 2021. godine u SAD-u.
Film je zaradio 335 milijuna dolara diljem svijeta. Recenzije i kritike su bile izuzetno pozitivne pohvaljujući osobito inovativnu animaciju i duhovitost scenarija.

## Radnja
Ove blagdanske sezone novo poglavlje u sjajnoj animiranoj franšizi Illumination-a stiže s velikim snovima i spektakularnim hitovima dok se uvijek optimistična koala, Buster Moon i njegova zvjezdana ekipa izvođača pripremaju za lansiranje svoje najljepše scenske ekstravagancije do sada... sve u blistavoj svjetskoj prijestolnici zabave. Postoji samo jedna poteškoća: prvo moraju uvjeriti najzapušteniju rock zvijezdu na svijetu - koju glumi globalna glazbena ikona Bono, u svom debiju u animiranom filmu - da im se pridruži.

## Glavne uloge
- Matthew McConaughey - Buster Moon
- Reese Witherspoon - Rosita
- Scarlett Johansson - Ash
- Taron Egerton - Johnny
- Bobby Cannavale - Jimmy Crystal
- Tori Kelly - Meena
- Nick Kroll - Gunter
- Pharrell Williams - Alfonso
- Halsey - Porsha Crystal
- Chelsea Peretti - Suki Lane
- Letitia Wright - Nooshy
- Eric André - Darius
- Adam Buxton - Klaus Kickenklober
- Garth Jennings - Miss Crawly
- Peter Serafinowicz - Big Daddy
- Jennifer Saunders - Nana Noodleman
- Nick Offerman - Norman
- Bono - Clay Calloway
- Julia Davis - Linda Le Bon
- Spike Jonze - Jerry

## Hrvatska sinkronizacija
| Ime                | Engleska inačica    | Hrvatska inačica   |
| ------------------ | ------------------- | ------------------ |
| Buster Moon        | Matthew McConaughey | Marko Makovičić    |
| Ash                | Scarlett Johansson  | Ivana Starčević    |
| Johnny             | Taron Egerton       | Ivan Glowatzky     |
| Gunter             | Nick Kroll          | Dražen Bratulić    |
| Madam Kiki         | Garth Jennings      | Mila Elegović      |
| Rosita             | Reese Witherspoon   | Vanja Ćirić        |
| Meena              | Tori Kelly          | Mirela Videk       |
| Nana Noodleman     | Jennifer Saunders   | Ivana Bakarić      |
| Jimmy Crystal      | Bobby Cannavale     | Frano Mašković     |
| Clay Calloway      | Bono                | Robert Ugrina      |
| Norman             | Nick Offerman       | Ronald Žlabur      |
| Veliki tatica      | Peter Serafinowicz  | Goran Navojec      |
| Porsha Crystal     | Halsey              | Erna Rudnički      |
| Nooshy             | Letitia Wright      | Lana Meniga        |
| Klaus Kickenklober | Adam Buxton         | Duško Valentić     |
| Darius             | Eric André          | Ervin Baučić       |
| Suki Lane          | Chelsea Peretti     | Irena Tereza Prpić |
| Jerry              | Spike Jonze         | Goran Malus        |
| Linda Le Bon       | Julia Davis         | Buga Marija Šimić  |
| Alfonso            | Pharrell Williams   | Tin Rožman         |

### Ostali glasovi
- Lovro Ivanković
- Daniel Dizdar
- Mia Krajcar
- Marko Cindrić

### Sinkronizacija
- Sinkronizacija: Rubikon Sound Factory
- Prijevod i redateljica dijaloga: Lea Anastazija Fleger

## Unutarnje poveznice
- Illumination Entertainment
- Universal Pictures

## Vanjske poveznice
- Pjevajte s nama 2 u internetskoj bazi filmova IMDb-a (engl.)
- Pjevajte s nama 2 na Rotten Tomatoes (engl.)